# Byron Howard
Byron P. Howard (sinh năm 1968) là một nhà làm phim hoạt hình, đạo diễn điện ảnh, nhà sản xuất, nhà biên kịch và diễn viên lồng tiếng tại Walt Disney Animation Studios, được biết đến với công việc tạo hình nhân vật trong Lilo & Stitch và Anh em nhà gấu, và là đồng đạo diễn của Tia chớp, Công chúa tóc mây, và Phi vụ động trời.

## Danh sách phim hoạt hình
- Pocahontas (1995) (tạo hình: Pocahontas)
- Hoa Mộc Lan (1998) (tạo hình: Yao & The Ancestors)
- John Henry (2000) (giám sát hình ảnh: John Henry)
- Lilo & Stitch (2002) (thiết kế nhân vật), (giám sát hình ảnh: Cobra Bubbles)
- Anh em nhà gấu (2003), Brother Bear 2 (2006) (giám sát hình ảnh Kenai - Bear)
- Chicken Little (2005)
- Tia chớp (2008) (đồng đạo diễn với Chris Williams)
- Super Rhino (2009) (giám đốc sản xuất)
- Công chúa tóc mây (2010) (đồng đạo diễn với Nathan Greno)
- Tangled Ever After (2012) (đồng đạo diễn và đồng biên kịch với Nathan Greno)
- Phi vụ động trời (2016) (giám sát hình ảnh: Judy Hopps và Nick Wilde, đồng đạo diễn với Rich Moore,[1] Along With Story)